# Ineos ABS
INEOS ABS war ein 2007 gegründetes Joint Venture zwischen Lanxess und Ineos, in das der ehemalige Geschäftsbereich Lustran-Polymers aufging.
Ineos ABS war der weltweit drittgrößte Produzent von ABS, einem thermoplastischen Copolymerisat aus Acrylnitril-Butadien-Styrol.
Weitere Produkte waren SAN Styrol-Acrylnitril und ASA Acrylester-Styrol-Acrylnitril.
Die Organisation besaß Produktionsstandorte in Köln (Deutschland), Tarragona (Spanien), Addyston (USA) und Map Ta Phut (Thailand), Nandessari, Moxi und Katol (Indien). Das Unternehmen beschäftigte ca. 1570 Mitarbeiter und erwirtschaftete einen Umsatz von 800 Mio. EUR.
Am 1. Oktober 2009 wurde das Unternehmen vollständig von INEOS übernommen.